# Carnival of Souls: The Final Sessions
Carnival of Souls: The Final Sessions (с англ. — «Карнавал Душ: Финальные Сессии») — семнадцатый студийный альбом американской рок-группы Kiss, вышедший в 1997 году.
Звучание Kiss на альбоме приближено к стилю гранж. Это последний альбом перед воссоединением группы в оригинальном составе, и последний альбом, где участники изображены без грима.

## Об альбоме
Диск был записан в период между ноябрём 1995 года и февралём 1996 года. Kiss перенесли выход альбома так как были заинтересованы в воссоединительном туре; тем не менее, фанаты создавали и распространяли бутлеги в большом количестве, и Kiss пришлось выпустить альбом в 1997 году. Единственным синглом с Carnival of Souls стала «Jungle», видеоклип выпущен не был; однако читатели журнала Metal Edge выбрали её «Песней года».
Два бывших участника Black 'N Blue были соавторами песен в альбоме: вокалист Jaime St. James (который позже перешёл в Warrant) был соавтором песни «In My Head», а гитарист и будущий участник Kiss Томми Таер был соавтором песни «Childhood’s End». «I Walk Alone» была единственной песней Kiss, которую спел Брюс Кулик.
Это один из четырёх альбомов Kiss, которые до сих пор не стали золотыми (другие — Music from «The Elder», Sonic Boom и Monster).
Это самый долгоиграющий альбом за всю истории группы.

## Список композиций
| №                   | Название                                      | Автор(ы)                                | Основной вокал      | Длительность |
| ------------------- | --------------------------------------------- | --------------------------------------- | ------------------- | ------------ |
| 1.                  | «Hate» (с англ. — «Ненависть»)                | Джин Симмонс, Скотт Ван Зен, Брюс Кулик | Симмонс             | 4:36         |
| 2.                  | «Rain» (с англ. — «Дождь»)                    | Пол Стэнли, Кулик, Кёртис Куомо         | Стэнли              | 4:46         |
| 3.                  | «Master & Slave» (с англ. — «Хозяин и Раб»)   | Стэнли, Кулик, Куомо                    | Стэнли              | 4:57         |
| 4.                  | «Childhood's End» (с англ. — «Конец Детства») | Симмонс, Томми Тайер, Кулик             | Симмонс             | 4:20         |
| 5.                  | «I Will Be There» (с англ. — «Я Буду Там»)    | Стэнли, Кулик, Куомо                    | Стэнли              | 3:49         |
| 6.                  | «Jungle» (с англ. — «Джунгли»)                | Стэнли, Кулик, Куомо                    | Стэнли              | 6:49         |
| Общая длительность: | Общая длительность:                           | Общая длительность:                     | Общая длительность: | 29:17        |

| №                   | Название                                                       | Автор(ы)                             | Основной вокал      | Длительность |
| ------------------- | -------------------------------------------------------------- | ------------------------------------ | ------------------- | ------------ |
| 7.                  | «In My Head» (с англ. — «В Моей Голове»)                       | Симмонс, Ван Зен, Джейми Сент-Джеймс | Симмонс             | 4:00         |
| 8.                  | «It Never Goes Away» (с англ. — «Это Никогда не Проходит»)     | Стэнли, Кулик, Куомо                 | Стэнли              | 5:42         |
| 9.                  | «Seduction of the Innocent» (с англ. — «Соблазнение Невинных») | Симмонс, Ван Зен                     | Симмонс             | 5:16         |
| 10.                 | «I Confess» (с англ. — «Я Признаюсь»)                          | Симмонс, Кен Тэмплин                 | Симмонс             | 5:23         |
| 11.                 | «In the Mirror» (с англ. — «В Зеркале»)                        | Стэнли, Кулик, Куомо                 | Стэнли              | 4:26         |
| 12.                 | «I Walk Alone» (с англ. — «Я Хожу Один»)                       | Симмонс, Кулик                       | Кулик               | 6:07         |
| Общая длительность: | Общая длительность:                                            | Общая длительность:                  | Общая длительность: | 30:54        |

## Участники записи

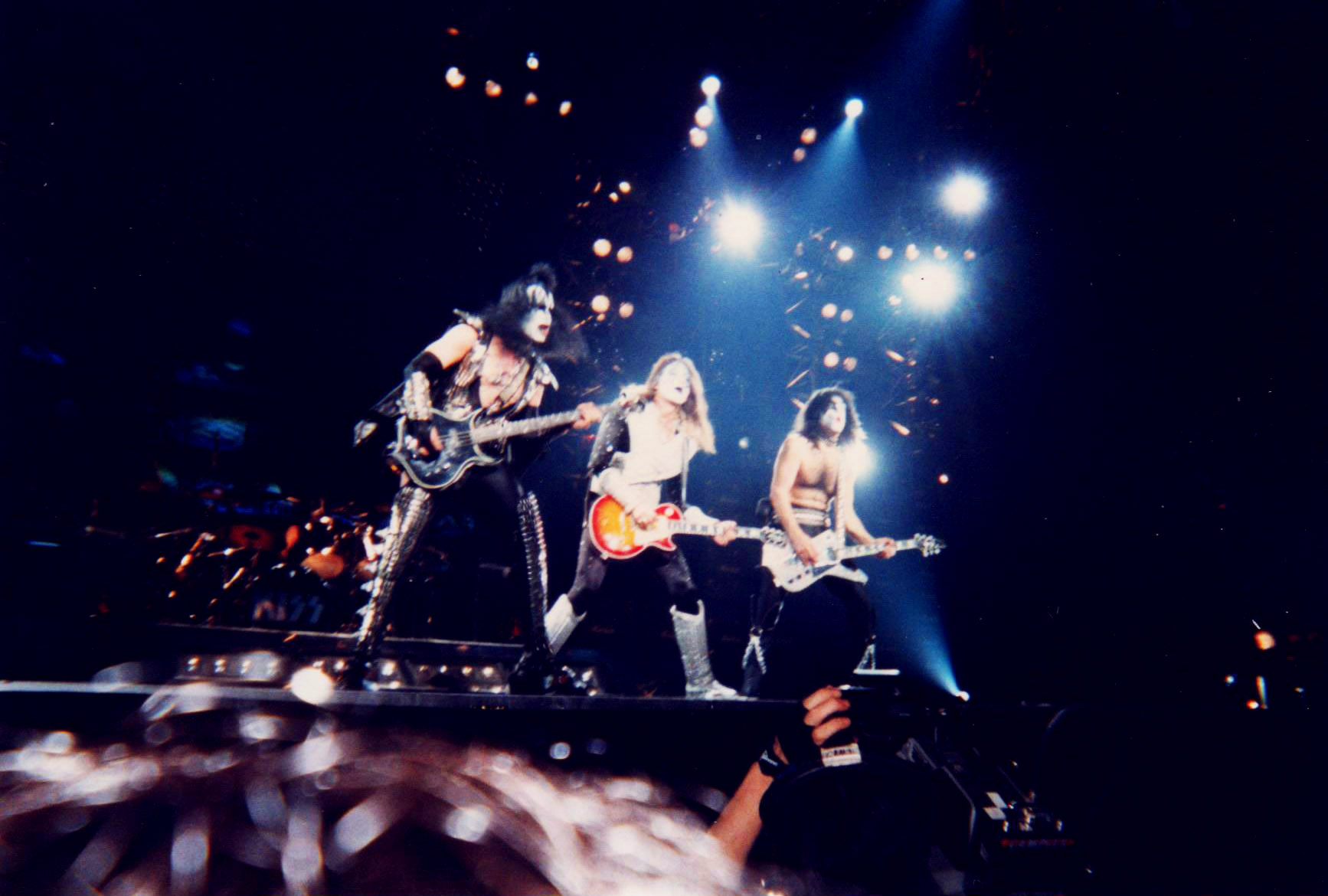
Музыканты Kiss на момент выхода альбома

- Пол Стэнли — ритм-гитара,  двенадцатиструнная гитара и укулеле на треке 5, вокал
- Джин Симмонс — бас-гитара, вокал
- Брюс Кулик — соло-гитара, все гитары на треках 7, 9 и 10, бас-гитара и акустическое гитарное соло на треке 5, все гитары и бас на треках 2, 6, 8, 11 и 12, вокал на треке 12
- Эрик Сингер — ударные, перкуссия, бэк-вокал

## А также
- Кэрол Кайзер – дирижёр, хоровые аранжировки на треке 4, струнные аранжировки на треках 5 и 10
- The Crossroads Boys Choir – бэк-вокал на треке 4
- Ник Симмонс – бэк-вокал на треке 4

## Чарты
Альбом — Журнал Билбоард (Северная Америка)
| Год  | Чарт              | Позиция |
| ---- | ----------------- | ------- |
| 1997 | The Billboard 200 | 27      |

Синглы — Журнал Билбоард (Северная Америка)
| Год  | Чарт                   | Сингл    | Позиция |
| ---- | ---------------------- | -------- | ------- |
| 1997 | Mainstream Rock Tracks | «Jungle» | 8       |